# Schmölln
Schmölln település Németországban, azon belül Türingiában. Lakosainak száma 13 607 fő (2023. december 31.). Schmölln Drogen, Dobitschen és Göllnitz községekkel határos.

## Népesség
A település népességének változása:
| Lakosok száma | 11 361 | 11 040 | 13 741 | 13 620 | 13 684 | 13 607 |
|               | 2015   | 2017   | 2019   | 2021   | 2022   | 2023   |